# Kanton Fayl-Billot
Kanton Fayl-Billot (fr. Canton de Fayl-Billot) byl francouzský kanton v departementu Haute-Marne v regionu Champagne-Ardenne. Tvořilo ho 18 obcí. Zrušen byl po reformě kantonů 2014.

## Obce kantonu
- Belmont
- Champsevraine
- Chaudenay
- Farincourt
- Fayl-Billot
- Genevrières
- Gilley
- Grenant
- Les Loges
- Poinson-lès-Fayl
- Pressigny
- Rougeux
- Saulles
- Savigny
- Torcenay
- Tornay
- Valleroy
- Voncourt